# Шааль, Фердинанд
Фердинанд Карл Эрвин Шааль (нем. Ferdinand Karl Erwin Schaal; 7 февраля 1889 Фрайбург-им-Брайсгау, Баден, Германская империя — 9 октября 1962 Баден, Баден-Вюртемберг, ФРГ) — Немецкий военачальник во Второй мировой войне, генерал танковых войск. Кавалер Рыцарского креста Железного креста.

## Военная карьера
В 1908 году поступил на службу кадетом в Баденский драгунский полк общегерманских войск, с 1909 года — лейтенант. Участвовал в Первой мировой войне, с 1917 года — ротмистр, в октябре 1918 года был ранен. 
После поражения — в рейхсвере, служил в кавалерии. С 1920 года служил в штабе 18-го кавалерийского полка Бад-Каннштатте, а с 1922 года в штабе 2-й кавалерийской дивизии в Бреслау. С 1925 года в Мюнстере занимал должность начальника 3-го эскадрона 15-го кавалерийского полка. В 1929 году переведён в Министерство рейхсвера в Берлине, где последующие 3 года работал в отделе кавалерийской инспекции. В 1934 году получил звание полковника и назначен командиром кавалерийского полка в Эрфурте, который в 1935 был переформирован в 1-ю танковую бригаду. С 1938 года — генерал-майор. 
С 1 апреля 1939 года — генерал-лейтенант, 1 августа 1939 года назначен командиром 10-й танковой дивизии, с которой участвовал в Польской (1939) и Французской (1940) кампаниях, отличился при осаде Кале, заслужил Рыцарский крест Железного креста (13 июля 1940 года). 
Продолжал командовать 10-й танковой дивизией в войне против СССР, участвовал в Белостокско-Минском сражении. В Смоленском сражении форсировал Днепр и совершил глубокий прорыв к Ельне, которую захватил 19 июля. 2 августа 1941 года оставил командование дивизией и зачислен в резерв фюрера, 13 сентября 1941 года назначен командующим LVI моторизованным корпусом, 1 октября получил звание генерала танковых войск. Командовал своим корпусом в составе группы армий «Центр» в наступлении на Москву. 1 марта 1942 года LVI корпус был наименован танковым, продолжал командовать им до 1 августа 1943 года. 8 марта 1942 года награжден Золотым Немецким крестом. 
1 августа 1943 года отстранён от командования и назначен командующим военным округом Богемия и Моравия и полномочным представителем командования вермахта в имперском протекторате Богемии и Моравии со штаб-квартирой в Праге.

## Операция «Валькирия»
Его роль в операции «Валькирия» заключалась в подавлении нацистской партии и установления военного контроля над Богемией и Моравией. Вечером 20 июля 1944 года Шааль ждал разъяснений относительно дальнейших действий от генерала Фридриха Фромма, сообщника заговора в Берлине. На встречу никто не явился, так как покушение провалилось и Фромм выдал других заговорщиков. На следующий день Шааль был арестован по приказу Генриха Гиммлера и заключён в тюрьму в которой находился до окончания войны. В отличие от других участников немецкого сопротивления, Шааль избежал казни и пережил войну.

## Награды и звания
- Рыцарский крест Железного креста (13.07.1940)[4][1][5];
- Немецкий крест в золоте (8.03.1942);
- Железный крест (1939) 1-го класса (13.05.1940) и 2-го класса (19.10.1939)[1][6];
- Нагрудный знак «За ранение» (1918)[6];
- Орден Церингенского льва с мечом II степени[6];
- Ганзейский крест[6];
- Медаль «За зимнюю кампанию на Востоке 1941/42»
- Почётный крест Первой мировой войны 1914/1918;
- Медаль «За выслугу лет в вермахте» 1-го и 4-го класса;
- Пряжка к Железному кресту
- Нагрудный знак «За танковую атаку»;
- Медаль «В память 1 октября 1938 года»;
- Нагрудный знак «За танковую атаку».

Звания:
- Фанен-юнкер (15.07.1908);
- Лейтенант (16.11.1909);
- Обер-лейтенант (27.01.1915);
- Ротмистр (18.04.1917);
- Майор (01.11.1928);
- Подполковник (01.04.1932);
- Полковник (01.08.1934);
- Генерал-майор (01.01.1938);
- Генерал-лейтенант (01.04.1939);
- Генерал танковых войск (01.10.1941).